# Kwaliteit van leven

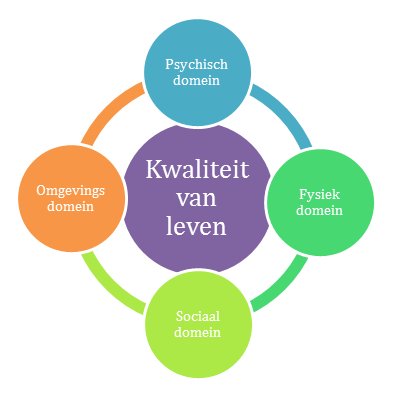
De vier domeinen van kwaliteit van leven

Kwaliteit van leven is het functioneren van een persoon op fysiek, psychisch en sociaal gebied en de subjectieve evaluatie daarvan. Er bestaat een groot aantal definities van kwaliteit van leven. De Wereldgezondheidsorganisatie (WHO) hanteert de definitie 'de perceptie van individuen op hun levenspositie in de context van de cultuur en het waarden-systeem waarin zij leven en de relatie tot hun doelen, verwachtingen, standaarden en belangen.'  Kwaliteit van leven bestaat uit objectieve en subjectieve aspecten. Objectieve aspecten betreffen beperkingen als gevolg van iemands gezondheid die door anderen waargenomen en eventueel gemeten kunnen worden. Subjectieve aspecten betreffen aspecten die voorkomen in het oordeel van de persoon over het eigen welzijn en die niet door derden zijn te objectiveren.

## Geschiedenis

Arthur Cecil Pigou

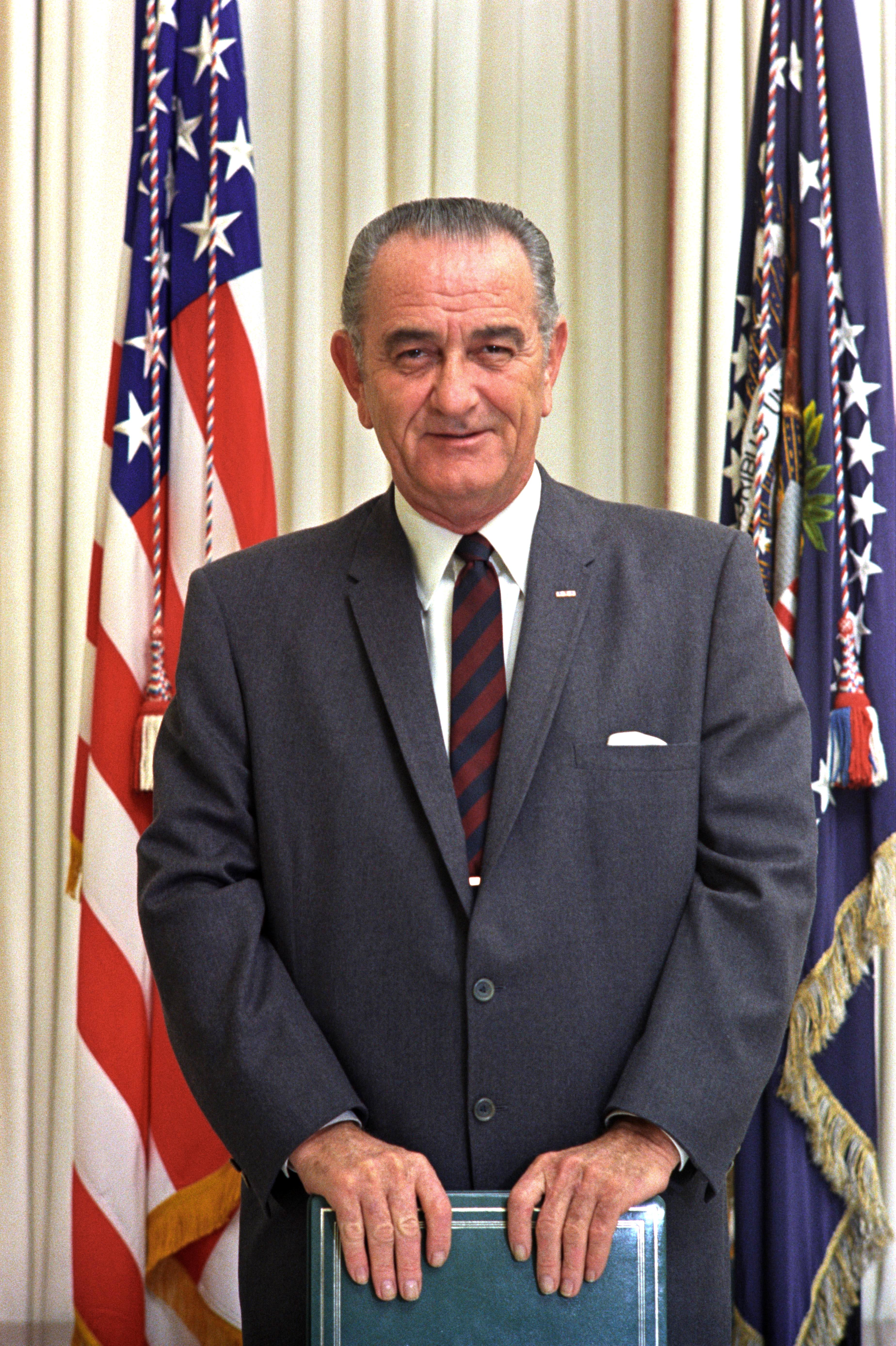
Lyndon B. Johnson

De term kwaliteit van leven (Quality of Life) werd voor het eerst geïntroduceerd in 1920 door een Engelse econoom, Arthur Cecil Pigou.
De voormalige president van de Verenigde Staten, Lyndon B. Johnson, gebruikte de term kwaliteit van leven in zijn presidentiële campagne in 1964 en later in een toespraak tijdens de State of the Union. Bij bepaling van het bbp, dat toen al als welvaartsindex werd gebruikt, waren geen subjectieve factoren meegenomen, terwijl het duidelijk werd dat die mede de levenskwaliteit bepalen.
De term werd in Nederland door J. P. Groot in 1964 beschreven en gebruikt bij een methodologische studie naar het wonen op het platteland.
In de geneeskunde heeft de term kwaliteit van leven vanaf 1980 een belangrijke rol gekregen. Dit terwijl de WHO de term kwaliteit van leven, met betrekking tot de gezondheid, in 1949 al beschreef. In de jaren negentig werd veel onderzoek gedaan naar de betekenis van de term kwaliteit van leven, met als doel, meer duidelijkheid creëren over de term. Men wilde onderzoeken of het begrip multidimensionaal is en hoe het begrip gemeten kan worden. In 2002 gaf het Sociaal en Cultureel Planbureau de volgende omschrijving van kwaliteit van leven: Het samenspel tussen fysieke kwaliteit, sociale kwaliteit, sociale kenmerken en veiligheid van de omgeving.

## Indeling van kwaliteit van leven in domeinen
Bij kwaliteit van leven worden in veel modellen het fysieke domein, het psychische domein, het sociale domein en het omgevingsdomein onderscheiden. Daarnaast worden als domeinen ook nog onderscheiden de mate van onafhankelijkheid en het spirituele/religieuze/persoonlijke geloof. Deze domeinen kunnen verder worden onderverdeeld in subdomeinen. De wijze waarop domeinen en subdomeinen bij kwaliteit van leven worden onderverdeeld, is mede afhankelijk van de definitie of het conceptuele model voor kwaliteit van leven waarmee wordt gewerkt en aspecten die daarin worden onderscheiden. En daaropvolgend de methodiek of het (meet)instrument dat daarbij wordt gebruikt. Vanwege het groot aantal definities en modellen ten aanzien van kwaliteit van leven, de grote hoeveelheid meetinstrumenten voor het bepalen van kwaliteit van leven, de culturele invloed en invloed van eigen normen en waarden op het geven van antwoorden van het onderzochte individu op vragen ten aanzien van kwaliteit van leven, en de culturele invloed en invloed van eigen normen en waarden op het interpreteren van uitkomsten van kwaliteit van leven metingen door individuele onderzoekers, is het complex om een objectief beeld te krijgen ten aanzien van kwaliteit van leven wereldwijd.

## Factoren bij kwaliteit van leven
De kwaliteit van leven kan door veel factoren worden beïnvloed en deze factoren kunnen ook elkaar beïnvloeden. Ook kunnen factoren van kwaliteit van Leven binnen de verschillende domeinen elkaar beïnvloeden. Zo kan het hebben van een lichamelijke beperking, wat een aspect is van het fysieke domein, ook het psychisch welbevinden dat onderdeel is van het psychische en de sociale interacties die thuis horen in het sociale domein beïnvloeden.
Factoren van invloed op kwaliteit van leven:
- Demografische factoren: leeftijd, cultuur, geslacht en gender
- Psychosociale factoren: emoties (angst, depressie), coping
- Eventuele aanwezigheid van een aandoening
- Behandeling[3]

## Fysiek domein
Het fysieke domein is een van de vier domeinen waar kwaliteit van leven in onder verdeeld is. De letterlijke vertaling van fysiek is de stoffelijke gesteldheid van het lichaam.Dit houdt in dat het fysieke domein betrekking heeft op alle lichamelijk beperkingen of klachten die de kwaliteit van leven kunnen verlagen. In het Figuur Fysieke domein wordt het fysieke domein globaal weergegeven.

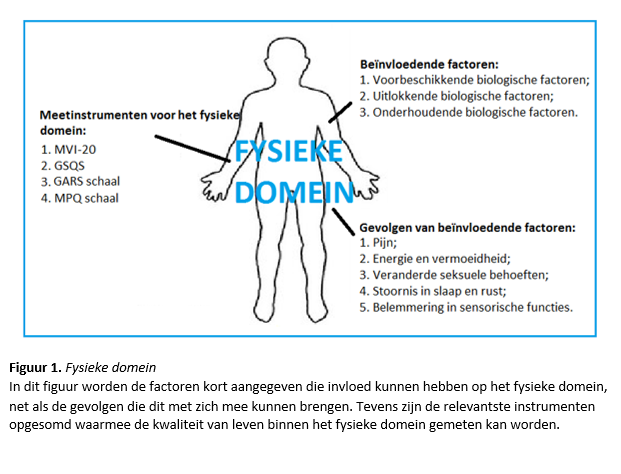
Figuur Fysiek domein

### Beïnvloedende factoren
De factoren die een invloed uitoefenen op het fysieke domein kunnen onderverdeeld worden in categorieën.

#### Voorbeschikkende biologische factoren
Dit zijn biologische factoren die te maken hebben met processen die plaatsvinden in het lichaam van een individu die het ontstaan van een klacht waarschijnlijker of onwaarschijnlijker maken. 
Een individu met meerdere fysieke beperkingen heeft een hogere kans op een verminderde kwaliteit van leven dan een individu met geen of minder fysieke beperkingen.

#### Uitlokkende biologische factoren
Dit zijn zowel interne als externe biologische factoren die invloed uitoefenen op het individu. 
Deze biologische factoren kunnen zorgen voor een verminderde kwaliteit van het individu. Hieronder vallen:
- Pathogene organismen (bacteriën en virussen)
- Leefstijl van een individu (onvoldoende slaap, onvoldoende beweging en ongezond eten kan een ongunstige invloed hebben op de kwaliteit van leven van het individu)
- Milieurampen (aardbevingen, overstromingen)
- Genetische eigenschappen van een individu (bloeddruk, serumcholesterol, overgewicht, etc.)

#### Onderhoudende biologische factoren
Deze biologische factoren zijn factoren die een bestaande klacht helpen in stand te houden. Dit heeft als gevolg dat het negatief ervaren kwaliteit van leven nog negatiever kan worden ervaren door een individu. Dit kunnen factoren zijn die te maken hebben met: 
- Onze lichamelijke conditie, een handicap of medicatie
- Onze eet- en leefgewoonten
- Ons milieu

Te denken valt bijvoorbeeld een ongezond eetpatroon bij mensen met overgewicht, of
een lawaaiige omgeving bij hoofdpijnklachten. Daarnaast kunnen ook de factoren: straling, luchtverontreiniging, voedingsadditieven, maar ook de kwaliteit van de woning of van de lokale ruimtelijke ordening invloed hebben op het bestaande complicatie dat een individu ervaart op het gebied van kwaliteit van leven.

### Gevolgen van de beïnvloedende factoren

#### Pijn en ongemak
Hiermee worden onplezierige fysieke gewaarwordingen bij een persoon bedoeld, en tot welke mate deze gewaarwordingen schrijnend zijn en interfereren met het leven. Hieronder valt de controle van de persoon zelf over de pijn en het gemak waarmee pijnvermindering bereikt kan worden. Er wordt verondersteld dat hoe makkelijker de verlichting van pijn is, des te minder de angst voor pijn zelf en het resulterende effect op kwaliteit van leven. Dezelfde veranderingen in niveaus van pijn kan meer verontrustend zijn dan de daadwerkelijke pijn zelf. Wanneer een persoon niet daadwerkelijk in pijn is, hetzij door inname van medicatie of omdat de pijn van nature aan en uit schakelt, kan zijn/haar kwaliteit van leven beïnvloed worden door de constante dreiging pijn te kunnen ervaren. Het is erkend dat mensen verschillend reageren op pijn, en de verschillende mate van tolerantie en acceptatie van pijn een waarschijnlijke impact heeft op de kwaliteit van leven. Onaangename lichamelijke gewaarwordingen zoals stijfheid, pijn, lang-termijn of kort-termijn pijn, of jeuk zijn hierbij inbegrepen. Pijn wordt aanwezig geacht wanneer een persoon dit meldt, zelfs als er geen medische indicatie aanwezig is.

#### Energie en vermoeidheid
Dit onderdeel verkent de energie, het enthousiasme en het uithoudingsvermogen dat iemand heeft om in staat te zijn de noodzakelijke taken in het dagelijkse leven uit te kunnen voeren. Dit kan zich uiten door middel van het uitschakelen van vermoeidheid tot adequate niveaus van energie tot het euforische gevoel te hebben echt te leven. Vermoeidheid kan voortkomen uit een aantal oorzaken, bijvoorbeeld ziekte, problemen zoals depressies of overbelasting zowel mentaal als fysiek.

#### Seksuele activiteit
Wanneer een persoon last heeft van fysieke klachten zoals beperkingen in mobiliteit, pijn of vermoeidheid kan de seksuele activiteit verminderen. Dit kan de kwaliteit van leven beïnvloeden bij niet alleen de persoon die de fysieke klachten ervaart, maar ook zijn/haar partner. De impact hiervan kan afhangen van leeftijd en geslacht.

#### Slaap en rust
Dit onderdeel betreft hoe slaap en rust, en problemen op dit gebied, de kwaliteit van leven van een persoon beïnvloed. Voorbeelden van slaapproblemen zijn moeilijk kunnen slapen, wakker worden tijdens de nacht, vroeg wakker worden in de ochtend, het niet in staat zijn om weer in slaap te vallen en gebrek aan opladen van energie uit de slaap.

#### Sensorische functies
Sensorisch betekent ‘betrekking hebben op alle zintuigen’.  Problemen op dit gebied kunnen zich uiten in slechtziendheid, slechthorendheid, problemen met reukvermogen en problemen met de mond of de huid.  Als er één of meerdere problemen worden ervaren op het gebied van sensorische functies, kan dit invloed hebben op het de kwaliteit van leven bij een persoon.

### Vragenlijsten
De kwaliteit van leven binnen het fysieke domein wordt gemeten aan de hand van vragenlijsten, die de persoon zelf invult. Voorbeelden van meetinstrumenten zijn: de MVI-20, de GSQS, de GARS en de MPQ schaal.

#### MVI-20
De Multidimensionale Vermoeidheids Inventory (MVI-20) meet de mate van vermoeidheid. Dit kan gemeten worden door middel van een vragenlijst die uit 20 items bestaat. In de lijst zijn algemene vermoeidheid, fysieke vermoeidheid, verminderde activiteit, verminderde motivatie en mentale vermoeidheid opgenomen. De persoon kan op een schaal die loopt van ‘ja dat klopt tot nee dat klopt niet’ zelf aangeven in hoeverre men met een item eens is. Hierbij is ‘4’ de laagste score en ‘20’ de hoogste. Een score van 4 betekent het minst vermoeid en een score van 20 het meest vermoeid.

#### GSQS
De Algemene versie van Slaap Kwaliteitsschaal (GSQS) wordt gebruikt om slaapproblemen te meten. Deze vragenlijst bestaat uit 14 items waarbij respondenten bij iedere item een 1(wel een slaapprobleem) of een 0( geen slaapprobleem) kunnen scoren. De eindscore geeft aan hoeveel slaapproblemen iemand ervaart met een maximum van 14 scores. Dit meetinstrument brengt de subjectieve kwaliteit van nachtrust in kaart.

#### MPQ schaal
De McGill Pain Questionnaire (MPQ) is het meest gebruikte instrument om de pijn die een persoon ervaart te meten. Deze vragenlijst bestaat uit vier onderdelen die door de patiënt zelf ingevuld kan worden.
Het eerste onderdeel bestaat uit 20 sub schalen. Iedere sub schaal bestaat uit 3 tot 4 pijnbeschrijvende woorden die zijn geordend naar oplopende intensiteit. Bij het invullen van de vragenlijst moet de patiënt het woord omcirkelen die de pijn op dat moment het beste weergeeft. Het doel van deze pijnwoordenlijst is om de aard en intensiteit van de pijn vast te stellen.
Deze woorden hebben betrekking op een van de volgende drie dimensies:
- De sensorische dimensie: Deze dimensie omvat de zintuiglijke kenmerken, zoals druk, temperatuur, plaats en tijdsduur.
- De affectieve dimensie: Deze dimensie heeft betrekking op de emoties, zoals spanning of angst.
- De evaluatieve dimensie heeft betrekking op de cognitieve beoordeling van de pijn, zoals ‘matig’ of ‘hinderlijk’.

De score bestaat uit een ‘Pain Rating Index’ (PRI). Ieder woord heeft een bepaalde waarde. Als de vragenlijst is ingevuld worden de waarden van de gekozen woorden bij elkaar opgeteld en komt er een score uit. Deze kan per dimensie berekend worden. Tevens kan het aantal gekozen woorden (number of words chosen, NWC) als score gebruikt worden. Het tweede onderdeel bevat vragen over de lokalisatie van de pijn. Het derde onderdeel bevat de visueel-analoge schaal (VAS) om de intensiteit van de pijn vast te stellen. Het vierde onderdeel bestaat uit vragen over het gebruik van pijnstillers en de invloed op de kwaliteit van leven. Deze vragenlijst kan zowel schriftelijk als mondeling afgenomen worden bij de patiënt. De Nederlandse versie van deze schaal is de MPQ-DLV schaal, ofwel MPQ- Dutch Language version.

## Psychisch domein
Het psychische domein omvat positieve gevoelens, denken/leren/geheugen/concentratie, eigenwaarde, lichaamsbeeld en indruk, en negatieve gevoelens zoals angst, boosheid en depressie. Daarnaast bestaat het psychische domein ook uit cognitieve klachten, zoals concentratie- en geheugenstoornissen.

## Sociaal domein
Bij het sociale domein, waarin sociale relaties een grote rol spelen, in bijvoorbeeld persoonlijke relaties, sociale ondersteuning en activiteiten als ondersteuner. Daarbij speelt de mate waarin een aspect zoals ziekte afbreuk doet aan de mogelijkheid om sociale rollen te vervullen (functioneren in een gezin, werk en vriendenkring). Wanneer de kwaliteit van leven vanuit het sociale domein wordt belicht, wordt er naar alle factoren, die van invloed zijn op een individu van buitenaf, gekeken. Daarbij wordt in kaart gebracht hoe een individu zich in de maatschappij beweegt (objectief) en hoe een persoon dat ervaart (subjectief). In de Sociale Staat Nederland (SSN) wordt hiertoe gebruikgemaakt van de termen welvaart en welzijn. Objectieve en subjectieve gegevens laten daarbij een mogelijke samenhang zien. Mensen met een hoog inkomen en een groot sociaal netwerk ervaren bijvoorbeeld relatief veel positieve gevoelens.

## Kwaliteit van leven in Nederland

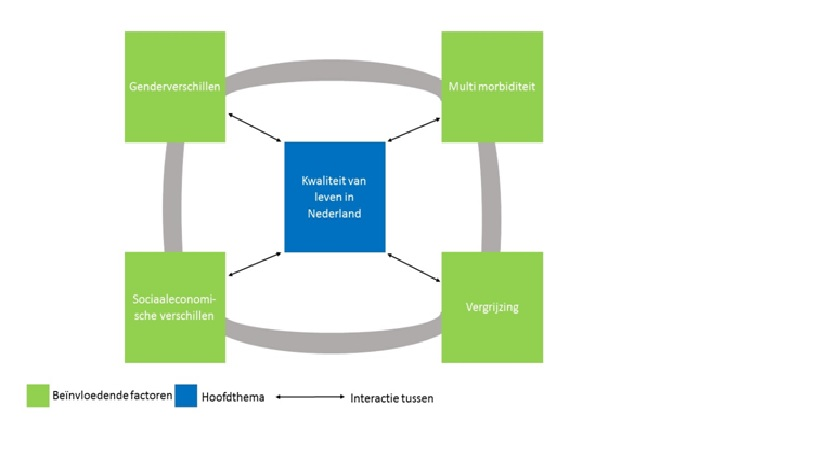
figuur 1 In de figuur hierboven is er in beeld gebracht wat de factoren zijn die de kwaliteit van leven in Nederland beïnvloeden.

In vergelijking tot de andere Europese landen, is de kwaliteit van leven van de Nederlandse bevolking relatief hoog, en zijn Nederlanders relatief tevreden met hun leven vergeleken met inwoners van andere landen.
De vier domeinen die invloed hebben op de kwaliteit van leven zijn: sociaal economische status, vergrijzing, gender en multimorbiditeit.

### Sociaal Economische Gezondheidsverschillen
De gezondheid in Nederland is ongelijk verdeeld, zo hangt dit af van de factoren inkomen, werk en opleiding. Zo wordt zichtbaar dat er in achterstandswijken over het algemeen een lagere gezondheid is dan in rijkere wijken. Laagopgeleiden leven gemiddeld korter en hebben een lagere kwaliteit van leven. Ze hebben vaak minder kans op goede banen wat invloed heeft op hun woonomgeving. Een lagere opleiding kan zowel de fysieke als psychische kwaliteit van leven beïnvloeden, alhoewel de invloed op het fysieke domein groter is, dit komt doordat mensen met een lagere opleiding minder kennis hebben op het gebied van een gezonde leefstijl. Hierdoor wordt er vaak ongezond gegeten en weinig bewogen.
Verder blijkt uit onderzoek dat mensen met een lage opleiding vaker werkloos zijn, wat invloed kan hebben op het psychische domein. Dit kan leiden tot depressies en gevoel van eenzaamheid.

### Vergrijzing
In 2012 waren er 2,7 miljoen 65-plussers in Nederland, naar verwachting zal dit toenemen tot 4,7 miljoen in 2041. Het aandeel 65 tot 79-jarigen zal sterk toenemen en vanaf 2025 zal het aantal 80-plussers sterk toenemen. Hier is dan sprake van dubbele vergrijzing. Naar schatting zal in 2040 26% van de bevolking 65 jaar en ouder zijn, waarvan één derde ouder dan 80 jaar. 
Deze sterkte vergrijzing in Nederland heeft invloed op de kwaliteit van leven van de bevolking. Lichamelijke kwaliteit van leven neemt namelijk af bij het ouder worden. Resultaten gemeten met de SF-12  wijzen uit dat verslechterde lichamelijk kwaliteit van leven stijgt met 15% bij 12 tot 24-jarigen en tot 76% bij 80 jaar en ouder. Psychische kwaliteit van leven blijft gelijk bij het ouder worden dit komt omdat psychische kwaliteit van leven minder samenhangt met leeftijd.
Vergrijzing en verminderde psychische kwaliteit van leven hebben echter wel invloed op elkaar. Namelijk door vergrijzing stijgt het aantal weduwen in Nederland wat invloed heeft op de psychische kwaliteit van leven. Mannen hebben namelijk 1,7 grotere kans op verminderde psychische kwaliteit van leven en vrouwen 1,6 grotere kans hierop.
Verder heeft eenzaamheid ernstig invloed op de sociale kwaliteit van leven. Ouderen worden steeds eenzamer op het sociale vlak. De sociale kring waarin zij zich bevinden wordt naarmate ze ouder worden steeds kleiner. Dit heeft onder andere te maken met het minder goed naar buiten kunnen, minder activiteit verrichten of mensen in de omgeving die overlijden. Uit onderzoek blijkt dat het percentage dat zich emotioneel eenzaam voelt toeneemt vanaf 75 jaar en ouder.  Van de 85-plussers voelt 59% zich eenzaam. Dit zijn voornamelijk vrouwen, dit komt omdat vrouwen over het algemeen langer leven dan mannen.

### Geslachtsverschillen
Uit een onderzoek van het Centraal Bureau voor de Statistiek blijkt dat mannen een betere kwaliteit van leven rapporteren dan vrouwen. Dit geldt voor zowel lichamelijk als psychisch aspect. Vrouwen zijn weliswaar net zo tevreden met het leven, maar hebben minder een bovengemiddelde welvaart en voelen zich vaker niet gezond.
In tegenstelling tot vroeger zijn er wel meer vrouwen dan mannen die een opleiding afronden, het gevolg hiervan is dat de vrouwen nu gemiddeld even hoog zijn opgeleid als mannen. Als de onderwijsdeelname van vrouwen in dit tempo doorgaat, zullen op termijn vrouwen gemiddeld hoger zijn opgeleid dan mannen. Onder de twintigers van nu is dit al het geval.
Opvallend is dat alleenstaanden over het algemeen een verminderde kwaliteit van leven ervaren ten opzichte van samenwonenden. 
Vrouwen hebben momenteel een hogere levensverwachting dan mannen, maar die extra jaren zijn vaak niet de beste jaren te noemen. Het verliezen van een partner laat blijvende sporen achter. 
Wanneer men kijkt naar ‘gezond ervaren jaren’ worden mannen en vrouwen naar schatting even oud. Laagopgeleide ouderen zijn gemiddeld vaker alleen in tegenstelling tot middelbaar- en hoogopgeleide leeftijdsgenoten. Dit resulteert in een groep laagopgeleide ouderen die meer zorg nodig hebben, vaker alleenstaand zijn en minder financiële middelen hebben zorg zelf in te kopen.
De bovenstaande feiten kunnen invloed hebben op de kwaliteit van leven.

### Multimorbiditeit
Een chronische ziekte vermindert de kwaliteit van leven
Een verminderde kwaliteit van leven is in de meeste gevallen het gevolg van een ziekte of een aandoening. De mate waarin ziekten de kwaliteit van leven beïnvloeden, kunnen behoorlijk verschillend zijn per aandoening en individu. Ook bestaat er een verschil in op welk domein een bepaalde aandoening effect heeft (fysiek, psychisch, sociaal).  
Ziekteniveau van Nederlandse bevolking
- Aandoeningen aan bewegingsstelsel : Individuen die een aandoening hebben aan het bewegingsstelsel, ervaren vaker een slechtere lichamelijke kwaliteit van leven dan individuen met een andere chronische ziekte.
- Beroerte en hartinfarct: Personen met een beroerte, hartinfarct, astma/COPD of een ernstige/hardnekkige aandoening aan nek, schouder, elleboog, pols of hand ervaren vaker een minder goede lichamelijke kwaliteit van leven omdat dit voor beperkingen in het dagelijks leven zorgt.
- Minder goede psychische kwaliteit van leven bij chronische aandoeningen: Ook veel mensen hebben een minder goede psychische kwaliteit van leven. Zo hebben slechtzienden een ruim twee keer zo hoge kans op een minder goede psychische kwaliteit van leven vergeleken met personen zonder slechtziendheid.
- Meeste verlies aan kwaliteit van leven door dementie: Dementie  is een aandoening die het meest afbreuk doet aan de kwaliteit van leven. De. Ook de ziekte van Parkinson, schizofrenie en beroerte zijn sterk van invloed op de kwaliteit van leven.[25]